# Emidio Cipollone
Emidio Cipollone (* 26. ledna 1960 Cese dei Marsi) je italský římskokatolický duchovní a arcibiskup Lanciano-Ortona.

## Život
Narodil se 26. ledna 1960 v Cese dei Marsi (Avezzano).
Vstoupil do kněžského semináře. Teologické vzdělání získal na Papežském regionálním semináři v Chieti. Následně získal na Papežské akademii Alfonsiana licenciát z morální teologie . Dne 18. srpna 1984 byl biskupem Biagiem Vittoriem Terrinoni vysvěcen na kněze. Stal se farním vikářem u sv. Jana v Avezzanu a nemocničním kaplanem v Pescině. Poté sloužil v dalších farnostech diecéze.
Roku 2000 byl ustanoven spirituálem semináře v Chieti a od roku 2007 byl v regionu zodpovědný za pastoraci rodin. Dne 11. října 2010 jej papež Benedikt XVI. jmenoval arcibiskupem Lanciano-Ortona. Biskupské svěcení přijal 18. prosince z rukou arcibiskupa Carla Ghidelliho a spolusvětiteli byli biskup Pietro Santoro a arcibiskup Bruno Forte.